# Porto Valtravaglia
Porto Valtravaglia es una localidad y comune italiana de la provincia de Varese, región de Lombardía, con 2.433 habitantes.

## Evolución demográfica
| Gráfica de evolución demográfica de Porto Valtravaglia entre 1861 y 2001 |
|                                                                          |
| Fuente ISTAT - elaboración gráfica de Wikipedia                          |